# Universo
El universo es el conjunto de todas las entidades físicamente detectables que interactúan entre ellas dentro del espacio-tiempo de acuerdo a las diversas leyes físicas definidas. Sin embargo, el término también se utiliza informalmente en sentidos contextuales ligeramente diferentes y alude a conceptos como cosmos, mundo, naturaleza o realidad. Su estudio, en las mayores escalas, es el objeto de la cosmología, disciplina basada en la astronomía y la física, en la cual se describen todos los aspectos de este universo con sus fenómenos.
Las ciencias físicas modelizan el universo como un sistema cerrado que contiene energía y materia adscritas al espacio-tiempo y que se rige fundamentalmente por principios causales. Basándose en observaciones del universo observable, los físicos intentan describir el continuo espacio-tiempo en el que nos encontramos, junto con toda la materia y energía existentes en él.
Los experimentos sugieren que el universo se ha regido por las mismas leyes físicas, constantes a lo largo de su extensión e historia. Es homogéneo e isotrópico. La fuerza dominante en distancias cósmicas es la gravedad, y la relatividad general es actualmente la teoría más exacta para describirla. Las otras tres fuerzas fundamentales, y las partículas en las que actúan, son descritas por el modelo estándar.
El universo tiene por lo menos tres dimensiones de espacio y una de tiempo, aunque experimentalmente no se pueden descartar dimensiones adicionales. El espacio-tiempo parece estar conectado de forma sencilla, y el espacio tiene una curvatura media muy pequeña o incluso nula, de manera que la geometría euclidiana es, como norma general, exacta en todo el universo.
La teoría actualmente más aceptada sobre la formación del universo fue teorizada por el canónigo belga Georges Lemaître, a partir de las ecuaciones de Albert Einstein. Lemaître concluyó (en oposición a lo que pensaba Einstein) que el universo no era estacionario, sino que tenía un origen. Este es el modelo del Big Bang, que describe la expansión del espacio-tiempo a partir de una singularidad espaciotemporal. El universo experimentó un rápido periodo de inflación cósmica que arrasó todas las irregularidades iniciales. A partir de entonces el universo se expandió y se convirtió en estable, más frío y menos denso. Las variaciones menores en la distribución de la masa dieron como resultado la segregación fractal en porciones, que se encuentran en el universo actual como cúmulos de galaxias.
Las observaciones astronómicas indican que el universo tiene una edad de 13 799±21 millones de años (entre 13 778 y 13 820 millones de años con un intervalo de confianza del 68%) y por lo menos 93 000 millones de años luz de extensión.
Debido a que, según la teoría de la relatividad especial, la materia no puede moverse a una velocidad superior a la velocidad de la luz, puede parecer paradójico que dos objetos del universo puedan haberse separado 93 000 millones de años luz en un tiempo de únicamente 13 000 millones de años; sin embargo, esta separación no entra en conflicto con la teoría de la relatividad general, ya que esta solo afecta al movimiento en el espacio, pero no al espacio mismo, que puede extenderse a un ritmo superior, no limitado por la velocidad de la luz. Por lo tanto, dos galaxias pueden separarse una de la otra más rápidamente que la velocidad de la luz si es el espacio entre ellas el que se dilata.
Observaciones recientes han demostrado que esta expansión se está acelerando, y que la mayor parte de la materia y la energía en el universo son las denominadas materia oscura y energía oscura; la materia ordinaria (bariónica) solo representaría algo más del 5 % del total.
Las mediciones sobre la distribución espacial y el desplazamiento hacia el rojo (redshift) de galaxias distantes, la radiación cósmica de fondo de microondas y los porcentajes relativos de los elementos químicos más ligeros apoyan la teoría de la expansión del espacio, y más en general, la teoría del Big Bang, que propone que el universo en sí se originó en un momento específico en el pasado.
En cuanto a su destino final, las pruebas indican que el universo es la totalidad del espacio y del tiempo, de todas las formas de la materia, la energía, el impulso, las leyes y constantes físicas que las gobiernan, las cuales parecen apoyar las teorías de la expansión permanente del universo (Big Freeze o Big Rip, Gran Desgarro), lo que indica que la expansión misma del espacio provocará que llegue un punto en que los átomos mismos se separarán en partículas subatómicas. Otros futuros posibles que se barajan especulan sobre la posibilidad de que la materia oscura pueda ejercer la fuerza de gravedad suficiente para detener la expansión y hacer que toda la materia se comprima nuevamente; algo que los científicos denominan Big Crunch o la Gran Implosión, aunque las últimas observaciones van en la dirección del Gran Desgarro.

## Porción observable o visible

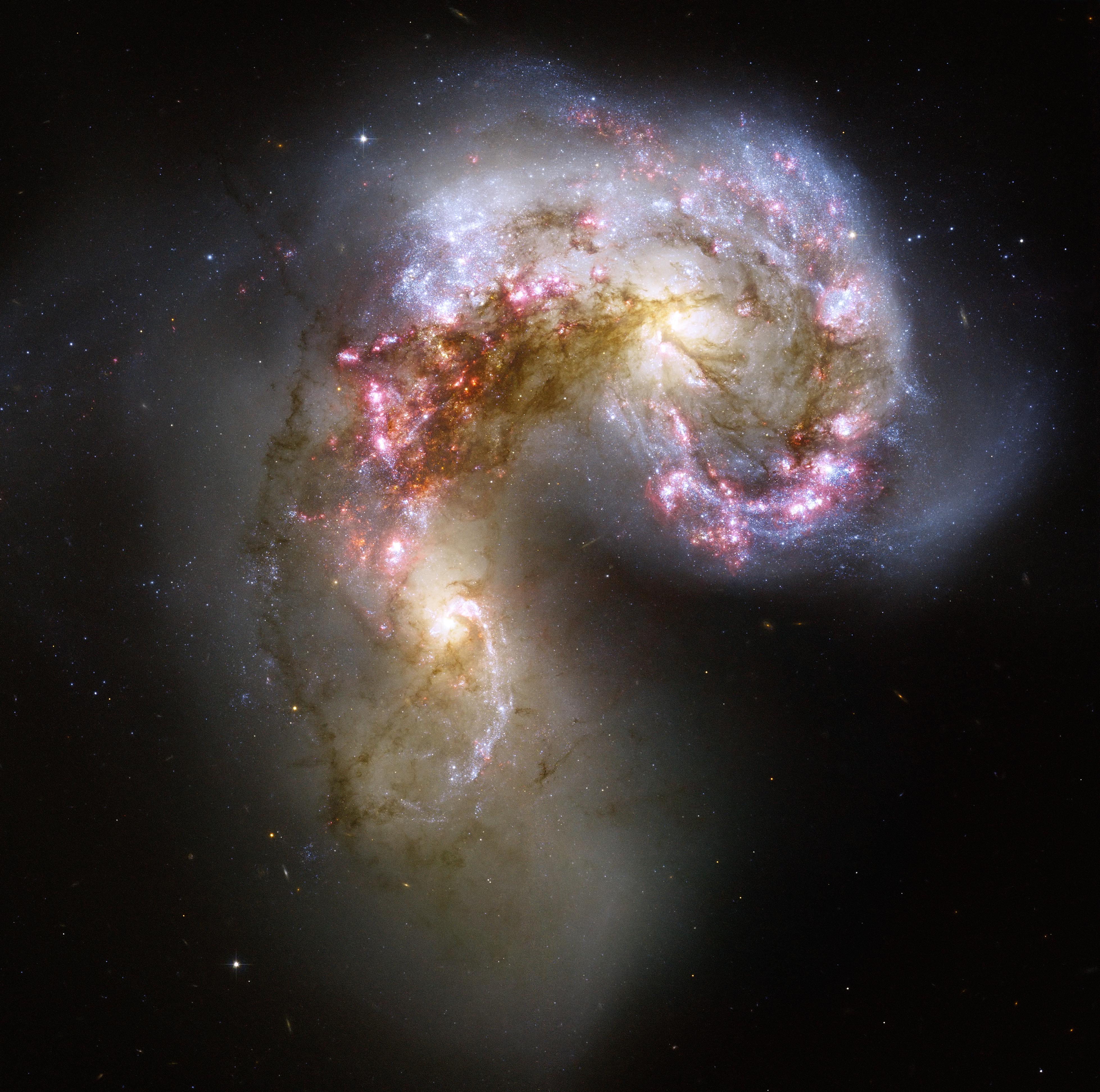
Imagen de las Galaxias Antennae obtenida por el Telescopio espacial Hubble.

Los cosmólogos teóricos y astrofísicos usan de manera diferente el término universo, designando bien el sistema completo o únicamente una parte de él. A menudo se emplea el término el universo para designar la parte observable del espacio-tiempo o el espacio-tiempo entero.
Según el convenio de los cosmólogos, el término universo se refiere frecuentemente a la parte finita del espacio-tiempo que es directamente observable utilizando telescopios, otros detectores y métodos físicos, teóricos y empíricos para estudiar los componentes básicos del universo y sus interacciones. Los físicos cosmólogos asumen que la parte observable del espacio comóvil (también llamado nuestro universo) corresponde a una parte del espacio entero y normalmente no es el espacio entero. 
En el caso del universo observable, este puede ser solo una mínima porción del universo existente y, por consiguiente, puede ser imposible saber realmente si el universo está siendo completamente observado. La mayoría de cosmólogos creen que el universo observable es una parte extremadamente pequeña del universo «entero» realmente existente y que es imposible ver todo el espacio comóvil. En la actualidad se desconoce si esto es correcto, ya que de acuerdo a los estudios de la forma del universo, es posible que el universo observable esté cerca de tener el mismo tamaño que todo el espacio. La pregunta sigue debatiéndose.

## Teorías científicas sobre el origen del universo

### Teoría del (Big Bang)

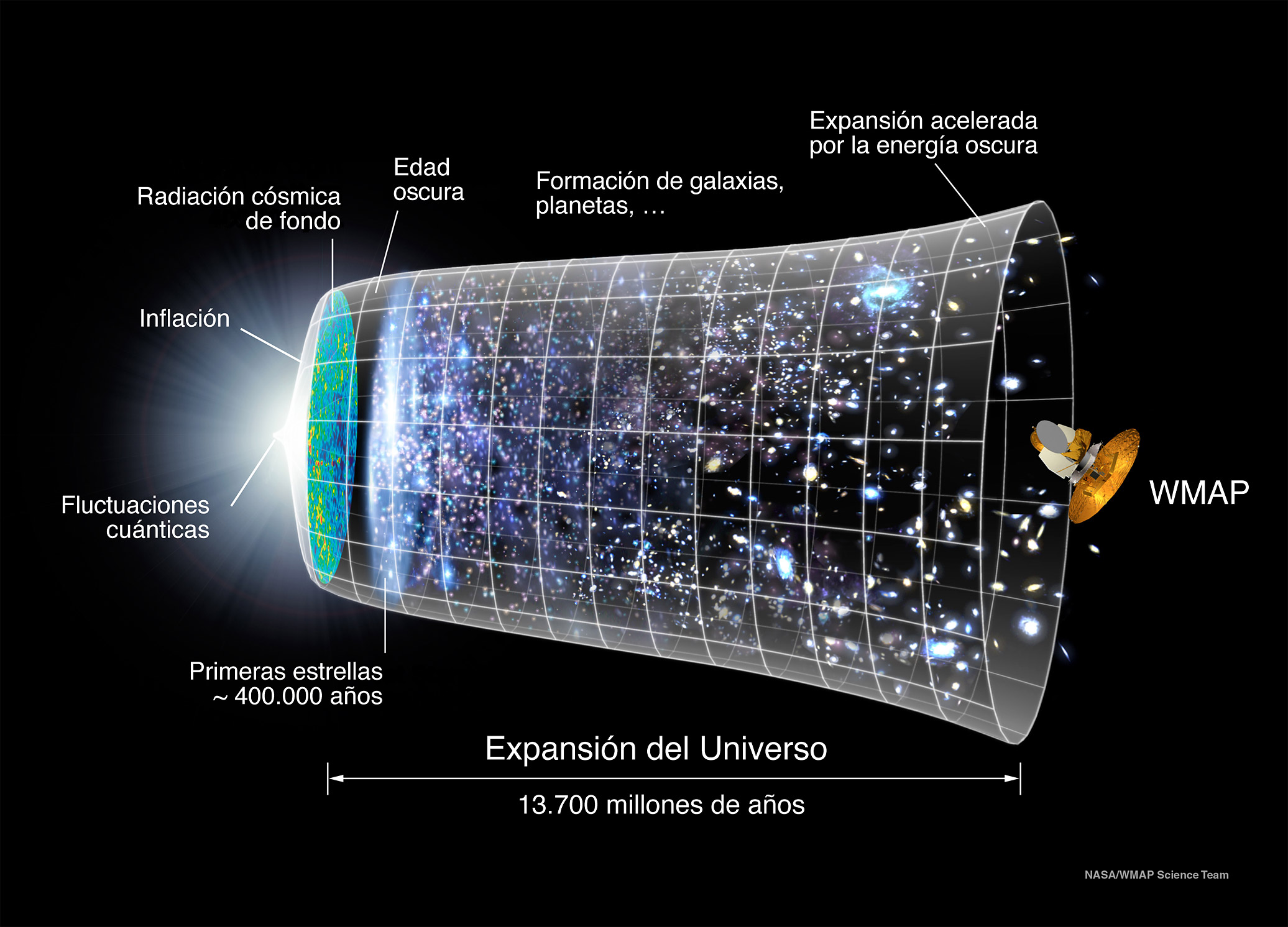
Diagrama del Big Bang y de la expansión del universo.

La percepción de que el universo esté en expansión se deriva de las observaciones del corrimiento al rojo realizadas en la década de 1920 y que se cuantifican por la ley de Hubble. Dichas observaciones son la predicción experimental del modelo de Friedmann-Robertson-Walker, que es una solución de las ecuaciones de campo de Einstein de la relatividad general, que predicen el inicio del universo mediante el big bang.
El "corrimiento al rojo" es un fenómeno observado por los astrónomos, que muestra una relación directa entre la distancia de un objeto remoto (como una galaxia) y la velocidad con la que este se aleja. Si esta expansión ha sido continua a lo largo de la vida del universo, entonces en el pasado estos objetos distantes que siguen alejándose tuvieron que estar una vez juntos. Esta idea da pie a la teoría del Big Bang, el modelo dominante en la cosmología actual.
Durante la era más temprana del Big Bang, se cree que el universo era un plasma caliente y denso. Según avanzaba la expansión, la temperatura decrecía hasta el punto en que se pudieron formar los átomos. En aquella época, la energía de fondo se desacopló de la materia y fue libre de viajar a través del espacio. La energía remanente continuó enfriándose al expandirse el universo y hoy forma el fondo cósmico de microondas. Esta radiación de fondo es remarcablemente uniforme en todas las direcciones, circunstancia que los cosmólogos han intentado explicar como reflejo de un periodo temprano de inflación cósmica después del Big Bang.
El examen de las pequeñas variaciones en el fondo de radiación de microondas proporciona información sobre la naturaleza del universo, incluyendo su edad y composición. La edad del universo desde el Big Bang, de acuerdo a la información actual proporcionada por el WMAP de la NASA, se estima en unos 13,700 millones de años, con un margen de error de un 1 % (137 millones de años). Otros métodos de estimación ofrecen diferentes rangos de edad, desde 11 000 millones a 20 000 millones.

### Sopa primigenia
Hasta hace poco la primera centésima de segundo era más bien un misterio que impedía a los científicos describir exactamente cómo es el universo. Los nuevos experimentos en el RHIC, en el Brookhaven National Laboratory, han proporcionado a los físicos una luz en esta cortina de alta energía, de tal manera que pueden observar directamente los tipos de comportamientos que pueden haber tenido lugar en aquel instante.
En estas energías, los quarks que componen los protones y los neutrones no estaban juntos, y una mezcla densa supercaliente de cuarks y gluones, con algunos electrones, era todo lo que podía existir en los microsegundos anteriores a que se enfriaran lo suficiente para formar el tipo de partículas de materia que observamos hoy en día.

### Protogalaxias
Los rápidos avances acerca de lo que pasó después de la existencia de la materia aportan mucha información sobre la formación de las galaxias. Se cree que las primeras galaxias eran débiles "galaxias enanas" que emitían tanta radiación que separarían los átomos gaseosos de sus electrones. Este gas, a su vez, se estaba calentando y expandiendo, y tenía la posibilidad de obtener la masa necesaria para formar las grandes galaxias que conocemos hoy.

### Destino final
El destino final del universo tiene diversos modelos que explican lo que sucederá en función de diversos parámetros y observaciones. De acuerdo con la teoría general de la relatividad, el destino final más probable dependerá del valor auténtico de la densidad de materia. En función de ese parámetro se barajan dos tipos de finales:
- El Big Crunch (Gran Implosión), que sucederá si el universo tiene una densidad de materia por encima de la densidad crítica, al punto de que sea capaz de decelerar su expansión hasta detenerla y llegar a invertirla. Así, la materia se recondensaría en una gran implosión guiada por la gravedad.
- El Big Rip (Gran Desgarramiento), que sucederá si finalmente la densidad está por debajo de un valor crítico. En este escenario los cúmulos de galaxias acabarían acercándose y formando grandes agujeros negros, del tipo que se supone que existe en el centro de muchas galaxias. Esos agujeros negros pueden considerarse como un rasgado o desgarramiento del espacio-tiempo.

A partir de los años 1990 se comprobó que el universo parece tener una expansión acelerada, hecho que dentro de la relatividad general solo es explicable acudiendo a un mecanismo de tipo constante cosmológica. No se conoce si ese hecho puede dar lugar a un tercer tipo de final. 

#### Big Cruncho la Gran Implosión
Si el universo es suficientemente denso, es posible que la fuerza gravitatoria de toda esa materia pueda finalmente detener la expansión inicial, de tal manera que el universo volvería a contraerse, las galaxias empezarían a retroceder, y con el tiempo colisionarían entre sí. La temperatura se elevaría, y el universo se precipitaría hacia un destino catastrófico en el que quedaría reducido nuevamente a un punto.
Algunos físicos han especulado que después se formaría otro universo, en cuyo caso se repetiría el proceso. A esta teoría se la conoce como la teoría del universo oscilante.
Hoy en día esta hipótesis parece incorrecta, pues a la luz de los últimos datos experimentales, el universo se está expandiendo cada vez más rápidamente.

#### Big Ripo Gran Desgarramiento
El Gran Desgarramiento o Teoría de la Eterna Expansión, en inglés Big Rip, es una hipótesis cosmológica sobre el destino último del universo. Este posible destino final del universo depende de la cantidad de energía oscura existente en el universo. Si el universo contiene suficiente energía oscura, podría acabar en un desgarramiento de toda la materia.
El valor clave es w, la razón entre la presión de la energía oscura y su densidad energética. A w < -1, el universo acabaría por ser desgarrado. Primero las galaxias se separarían entre sí, luego la gravedad sería demasiado débil para mantener integrada cada galaxia, los sistemas planetarios perderían su cohesión gravitatoria y, en los últimos minutos, se desbaratarían estrellas y planetas, y los átomos serían destruidos.
Los autores de esta hipótesis calculan que el fin del tiempo ocurriría aproximadamente 3.5×1010 años después del Big Bang, es decir, dentro de 2.0×1010 años.
Una modificación de esta teoría, denominada Big Freeze, aunque poco aceptada[cita requerida] normalmente, afirma que el universo continuaría su expansión sin provocar un Big Rip.

### Inflamación cósmica
La teoría de la inflación fue propuesta a finales de los años 70 ‘s y principios de los 80’ s y consiste en una fase acelerada de expansión que ocurrió en el universo temprano a una energía muy alta. Esta teoría no solo responde a los principales problemas del Big Bang, sino que también propone un mecanismo para una estructura de formación basada en la relatividad general y la mecánica cuántica. La teoría de la inflación propone un periodo de expansión extremadamente rápido del universo antes de una expansión más gradual. En esta época, la densidad de la energía del universo es dominada por una constante cosmológica de energía del vacío que luego decayó para formar la materia y la radiación que se observa en el universo de hoy. 
El progreso de esta teoría ha sido muy grande. Se han obtenido datos de la radiación cósmica de fondo de microondas, la luz del resplandor posterior del Universo primitivo,  por la nave espacial WMAP (Wilkinson Microwave Anisotropy Probe).  Este resultado fue muy importante para la predicción de la inflación, y es por ello que dicha teoría es altamente aceptada para describir las condiciones físicas en el universo temprano. Así mismo, con ella puede explicarse la estructura observada del universo. Sabemos que la porción del universo observable era microscópica, y la fluctuación cuántica en la densidad de la materia en estas escalas se expandió a escalas astronómicas durante la inflación.

### Teoría del universo cíclico
La teoría del universo cíclico plantea que el universo no tuvo un único origen, como sugiere el modelo del Big Bang tradicional, sino que ha pasado por múltiples fases de expansión y contracción, en un ciclo eterno de nacimiento, evolución y destrucción.
Según esta hipótesis, el universo se expande tras un evento similar al Big Bang, luego se estabiliza y, con el tiempo, comienza a contraerse hasta colapsar en lo que se conoce como un “Big Crunch”. De este colapso surge una nueva expansión, iniciando así un nuevo ciclo. Este proceso podría repetirse infinitamente.
Una versión moderna de esta teoría es el modelo ekpirótico, propuesto por los físicos Paul Steinhardt y Neil Turok. Según este modelo, nuestro universo es una “membrana” que colisiona cíclicamente con otra en un espacio de dimensiones superiores, generando nuevos “Big Bangs” tras cada choque.

### Teoría del multiverso
El término multiverso fue introducido en 1895 por el filósofo y psicólogo William James, en referencia a la posibilidad de múltiples universos. No obstante, esta idea ya había sido mencionada siglos antes por el sabio hindú Viasa en el Bhagavata-purana, donde se alude a la existencia de mundos paralelos.
Desde una perspectiva científica, el multiverso engloba todo lo que conocemos: espacio, tiempo, materia, energía y movimiento. A medida que avanzan las investigaciones, surgen nuevas teorías que desafían los límites del conocimiento actual.
Si bien el modelo del Big Bang explica el origen del universo observable, algunos científicos plantean que no fue un evento único, sino uno de muchos. Cada explosión habría dado origen a un universo distinto, formando en conjunto un vasto sistema de realidades paralelas.
Ideas antes consideradas propias de la ficción, como los universos alternativos o escondidos, comienzan a ser tomadas en serio por la ciencia, abriendo nuevas posibilidades en la comprensión del cosmos.

### Tamaño del universo

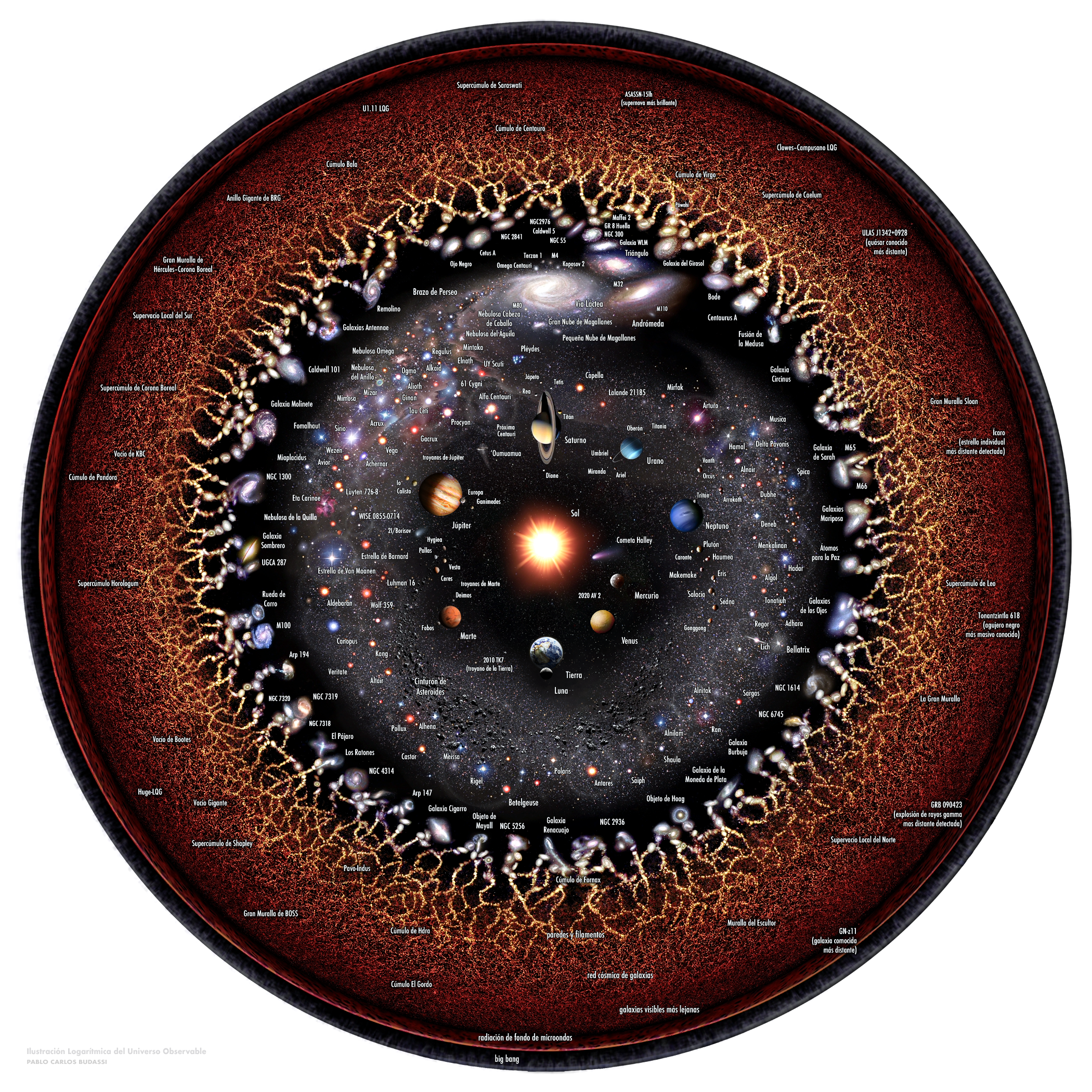
La esfera perfecta del universo observable tiene unos 93 000 millones de años luz de diámetro. Esquema logarítmico con el Sistema Solar en el centro y el Big Bang en el borde.

Muy poco se conoce con certeza sobre el tamaño del universo. Puede tener una longitud de billones de años luz o incluso tener un tamaño infinito. Un artículo de 2003 dice establecer una cota inferior de 24 gigaparsecs (78 000 millones de años luz) para el tamaño del universo, pero no hay ninguna razón para creer que esta cota está de alguna manera muy ajustada (Véase forma del universo).
El universo observable (o visible), que consiste en toda la materia y energía que podría habernos afectado desde el Big Bang dada la limitación de la velocidad de la luz, es ciertamente finito. La distancia comóvil al extremo del universo visible ronda los 46,500 millones de años luz en todas las direcciones desde la Tierra. Así, el universo visible se puede considerar como una esfera perfecta con la Tierra en el centro, y un diámetro de unos 93 000 millones de años luz. Hay que señalar que muchas fuentes han publicado una amplia variedad de cifras diferentes para el tamaño del universo visible: desde 13 700 hasta 180 000 millones de años luz. (Véase universo observable).
En el universo las distancias que separan los astros son tan grandes que, si quisiéramos expresarlas en metros, tendríamos que utilizar cifras muy grandes. Debido a ello se utiliza como unidad de longitud el año luz, que corresponde a la distancia que recorre la luz en un año.
Anteriormente el modelo de universo más comúnmente aceptado era el propuesto por Albert Einstein en su Relatividad General, en la que propone un universo "finito pero ilimitado", es decir, que a pesar de tener un volumen medible no tiene límites, de forma análoga a la superficie de una esfera, que es medible pero ilimitada.
Esto era propio de un universo esférico. Hoy, gracias a las últimas observaciones realizadas por el WMAP de la NASA, se sabe que tiene forma plana. Aunque no se descarta un posible universo plano cerrado sobre sí mismo. Estas observaciones sugieren que el universo es finito.

### Forma

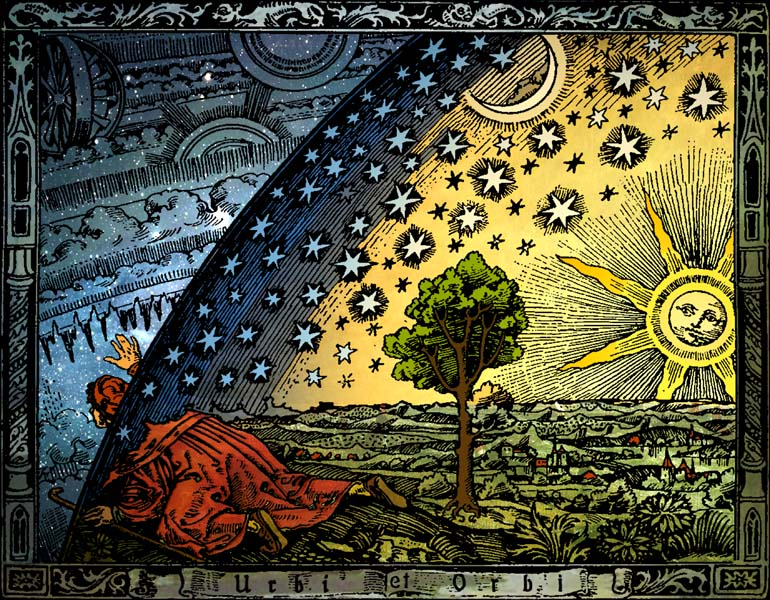
Universum, Grabado Flammarion, xilografía, publicada en París en 1888.

Una importante pregunta abierta en cosmología es la forma del universo. Matemáticamente, ¿qué variedad representa mejor la parte espacial del universo?
Si el universo es espacialmente plano, se desconoce si las reglas de la geometría Euclidiana serán válidas a mayor escala. Actualmente muchos cosmólogos creen que el universo observable está muy cerca de ser espacialmente plano, con arrugas locales donde los objetos masivos distorsionan el espacio-tiempo, de la misma forma que la superficie de un lago es casi plana. Esta opinión fue reforzada por los últimos datos del WMAP, mirando hacia las "oscilaciones acústicas" de las variaciones de temperatura en la radiación de fondo de microondas.
Por otra parte, se desconoce si el universo es conexo. El universo no tiene cotas espaciales de acuerdo al modelo estándar del Big Bang; sin embargo debe ser espacialmente finito (compacto). Esto se puede comprender utilizando una analogía en dos dimensiones: la superficie de una esfera no tiene límite, pero no tiene un área infinita. Es una superficie de dos dimensiones con curvatura constante en una tercera dimensión. La 3-esfera es un equivalente en tres dimensiones en el que las tres dimensiones están constantemente curvadas en una cuarta.
Si el universo fuese compacto y sin cotas, sería posible, después de viajar una distancia suficiente, volver al punto de partida. Así, la luz de las estrellas y galaxias podría pasar a través del universo observable más de una vez. Si el universo fuese múltiplemente conexo y suficientemente pequeño (y de un tamaño apropiado, tal vez complejo) entonces posiblemente se podría ver una o varias veces alrededor de él en alguna (o todas) direcciones. Aunque esta posibilidad no ha sido descartada, los resultados de las últimas investigaciones de la radiación de fondo de microondas hacen que esto parezca improbable.

### Color
Históricamente se ha creído que el universo es de color negro, pues es lo que observamos al momento de mirar al cielo en las noches despejadas. En 2002, sin embargo, los astrónomos Karl Glazebrook e Ivan Baldry afirmaron en un artículo científico que el universo en realidad es de un color que decidieron llamar café con leche cósmico. Este estudio se basó en la medición del rango espectral de la luz proveniente de un gran volumen del universo, sintetizando la información aportada por un total de más de 200.000 galaxias.

### Homogeneidad e isotropía

Fluctuaciones en la radiación de fondo de microondas. Imagen: NASA/WMAP.

Mientras que la estructura está considerablemente fractalizada (ordenada en una jerarquía de racimo) a nivel local, en los órdenes más altos de distancia el universo es muy homogéneo. A estas escalas la densidad del universo es muy uniforme y no hay una dirección preferida o significativamente asimétrica en el universo. Esta homogeneidad e isotropía es un requisito de la métrica de Friedman-Lemaître-Robertson-Walker empleada en los modelos cosmológicos modernos y que se muestra de acuerdo con el principio cosmológico.
La cuestión de la anisotropía en el universo primigenio fue significativamente contestada por el WMAP, que buscó fluctuaciones en la intensidad del fondo de microondas. Las medidas de esta anisotropía han proporcionado información útil y restricciones sobre la evolución del universo.
Hasta el límite de la capacidad de observación de los instrumentos astronómicos, los objetos irradian y absorben la energía de acuerdo a las mismas leyes físicas a como lo hacen en nuestra propia galaxia. Basándose en esto, se cree que las mismas leyes y constantes físicas son universalmente aplicables a través de todo el universo observable. No se ha encontrado ninguna prueba confirmada que muestre que las constantes físicas hayan variado desde el Big Bang.

### Composición
El universo observable actual parece tener un espacio-tiempo geométricamente plano, conteniendo una densidad masa-energía equivalente a 9,9 × 10−30 gramos por centímetro cúbico. Los constituyentes primarios parecen consistir en un 73 % de energía oscura, 23 % de materia oscura fría y un 4 % de átomos. Así, la densidad de los átomos equivaldría a un núcleo de hidrógeno sencillo por cada cuatro metros cúbicos de volumen. La naturaleza exacta de la energía oscura y la materia oscura fría sigue siendo un misterio. Actualmente se especula con que el neutrino (una partícula muy abundante en el universo) tenga, aunque mínima, una masa. De comprobarse este hecho, podría significar que la energía y la materia oscura no existen.

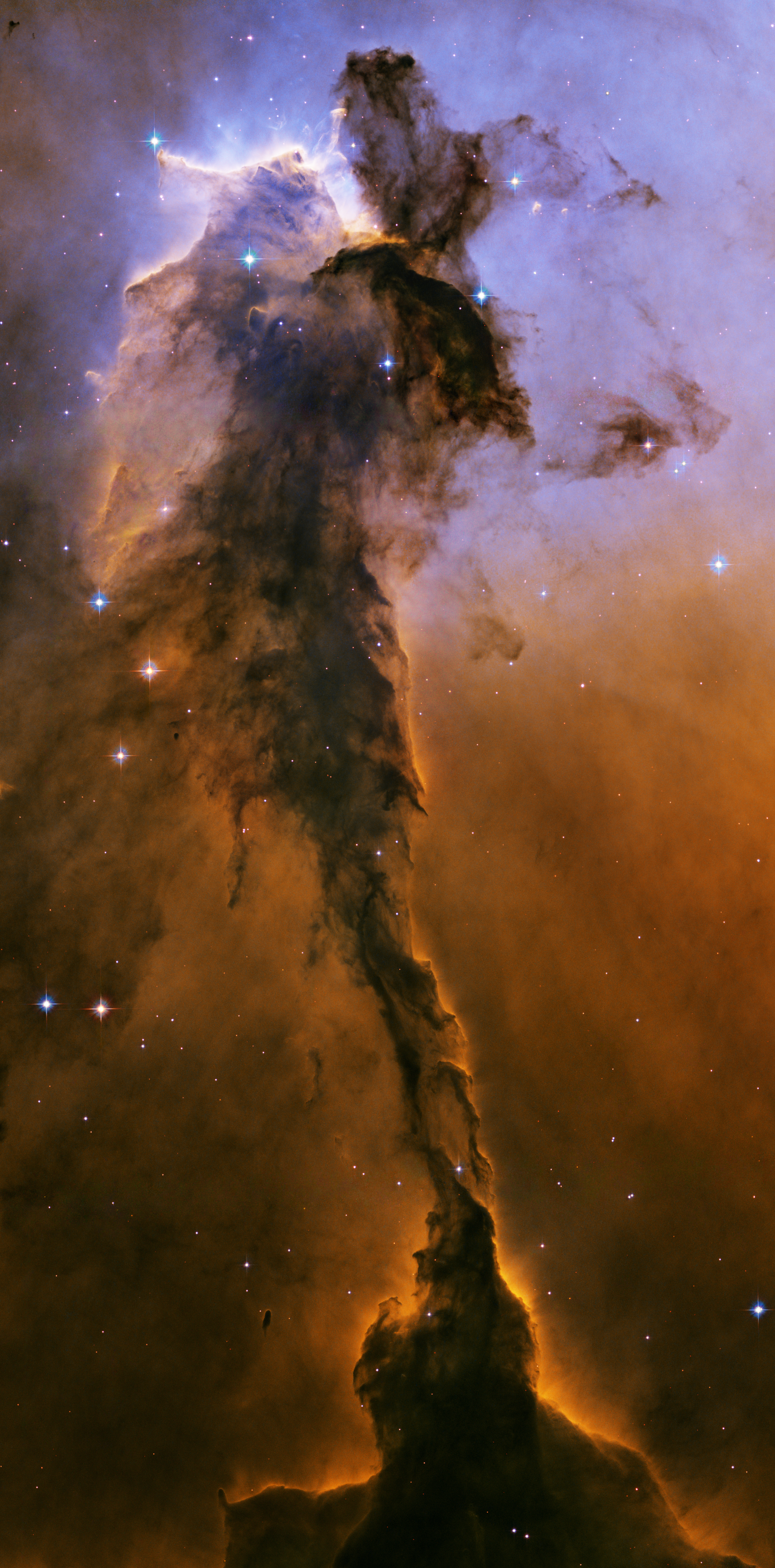
Nebulosa del Águila

Se cree que durante las primeras fases del Big Bang se formaron las mismas cantidades de materia y antimateria. Materia y antimateria deberían eliminarse mutuamente al entrar en contacto, por lo que la actual existencia de materia (y la ausencia de antimateria) supone una violación de la simetría CP (Véase Violación CP), lo que puede indicar que las partículas y las antipartículas no tengan propiedades exactamente iguales o simétricas, o puede que simplemente las leyes físicas que rigen el universo favorezcan la supervivencia de la materia frente a la antimateria.
En este mismo sentido, también se ha sugerido que quizás la materia oscura sea la causante de la bariogénesis, al interactuar de distinta forma con la materia que con la antimateria.

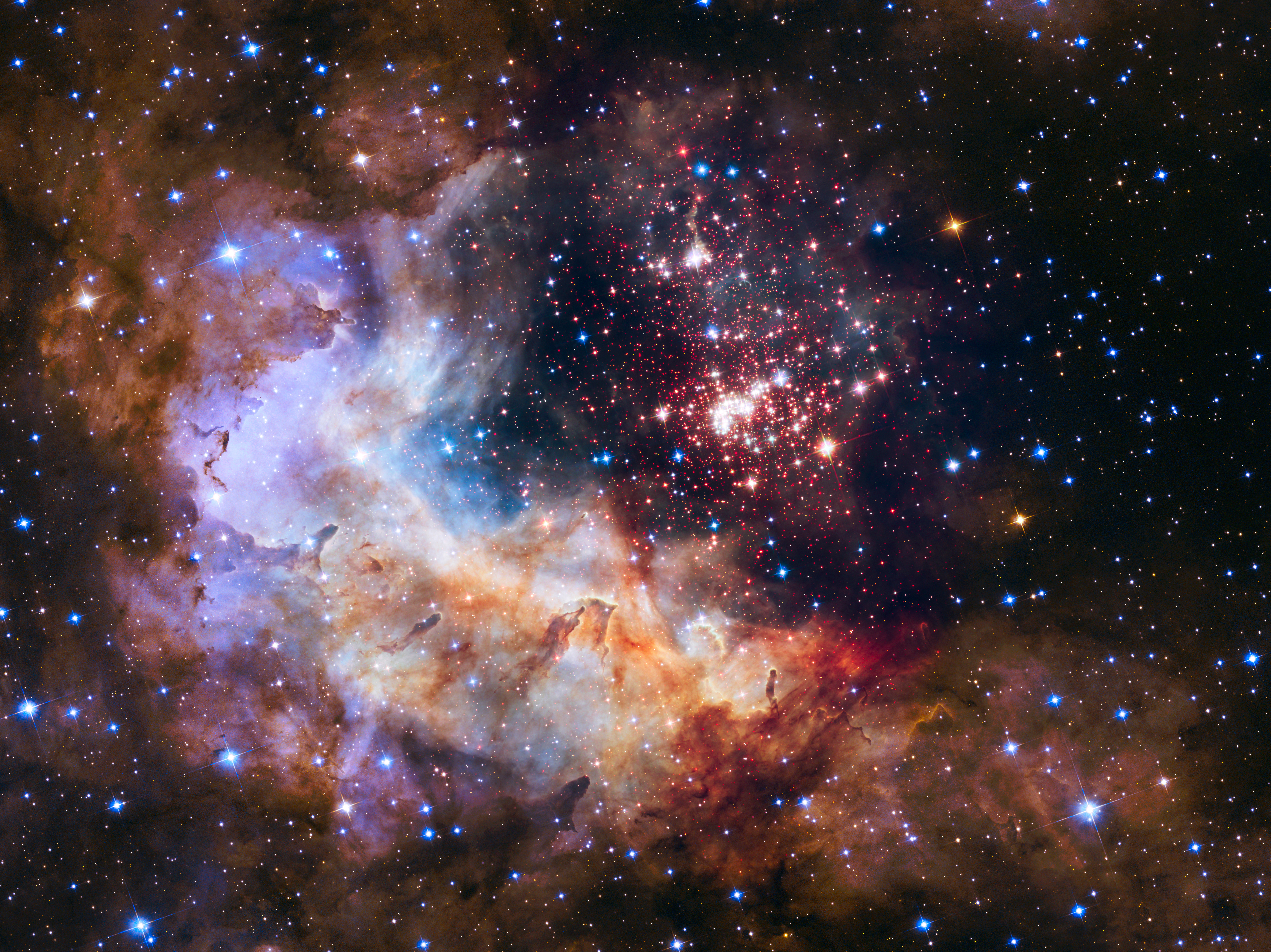
Westerlund 2

Antes de la formación de las primeras estrellas, la composición química del universo consistía primariamente en hidrógeno (75 % de la masa total), con una suma menor de helio-4 (4He) (24 % de la masa total) y el resto de otros elementos. Una pequeña porción de estos elementos estaba en la forma del isótopo deuterio (²H), helio-3 (³He) y litio (7Li). La materia interestelar de las galaxias ha sido enriquecida sin cesar por elementos más pesados, generados por procesos de fusión en las estrellas, y diseminados como resultado de las explosiones de supernovas, los vientos estelares y la expulsión de la cubierta exterior de estrellas maduras.
El Big Bang dejó detrás un flujo de fondo de fotones y neutrinos. La temperatura de la radiación de fondo ha decrecido sin cesar con la expansión del universo y ahora fundamentalmente consiste en la energía de microondas, equivalente a una temperatura de 2,725 K. La densidad del fondo de neutrinos actual es de 150 por centímetro cúbico.

### Estructura cuántica
Según la física moderna, el universo es un sistema cuántico aislado, un campo unificado de ondas que entra en decoherencia al tutor de la observación o medición. En tal virtud, en última instancia, el entorno del universo sería no local y no determinista.

### Multiversos
Los cosmólogos teóricos estudian modelos del conjunto espacio-tiempo que estén conectados, y buscan modelos que sean consistentes con los modelos físicos cosmológicos del espacio-tiempo en la escala del universo observable. Sin embargo, recientemente han tomado fuerza teorías que contemplan la posibilidad de multiversos o varios universos que coexisten simultáneamente. Según la recientemente enunciada Teoría de Multiexplosiones se pretende dar explicación a este aspecto, poniendo en relieve una posible convivencia de varios universos en un mismo espacio.

### El universo, ¿una ilusión?
Científicos del King's College de Londres lograron recrear las condiciones inmediatamente posteriores al Big Bang a través del conocimiento adquirido durante dos años de la partícula de Higgs y llegaron a la conclusión de que, posiblemente, el universo colapsó, hasta dejar de existir casi tan pronto como empezó, lo que plantea la idea de que todo lo que vemos no existe y solo es el pasado de los astros.

## Formaciones del universo

### Las galaxias

Imagen de la galaxia espiral M81 tomada por el Hubble.

A gran escala, el universo está formado por galaxias y agrupaciones de galaxias. Las galaxias son agrupaciones masivas de estrellas, y son las estructuras más grandes en las que se organiza la materia en el universo. A través del telescopio se manifiestan como manchas luminosas de diferentes formas. A la hora de clasificarlas, los científicos distinguen entre las galaxias del Grupo Local, compuesto por las treinta galaxias más cercanas y a las que está unida gravitacionalmente nuestra galaxia (la Vía Láctea), y todas las demás galaxias, llamadas "galaxias exteriores".
Las galaxias están distribuidas por todo el universo y presentan características muy diversas, tanto en lo que respecta a su configuración como a su antigüedad. Las más pequeñas abarcan alrededor de 400 000 millones de estrellas, y las galaxias de mayor tamaño pueden llegar a abarcar más de un billón de astros. Estas últimas pueden tener un diámetro de 170 000 años luz, mientras que las primeras no suelen exceder los 6000 años luz.
Además de estrellas y sus astros asociados (planetas, asteroides, etcétera), las galaxias contienen también materia interestelar, constituida por polvo y gas en una proporción que varía entre el 1 y el 10 % de su masa.
Se estima que el universo puede estar constituido por unos 100 000 millones de galaxias, aunque estas cifras varían en función de los diferentes estudios.

### Formas de galaxias
La creciente potencia de los telescopios, que permite observaciones cada vez más detalladas de los distintos elementos del universo, ha hecho posible una clasificación de las galaxias por su forma. Se han establecido así cinco tipos distintos: galaxias elípticas, lenticulares, espirales, espirales barradas e irregulares.

#### Galaxias elípticas

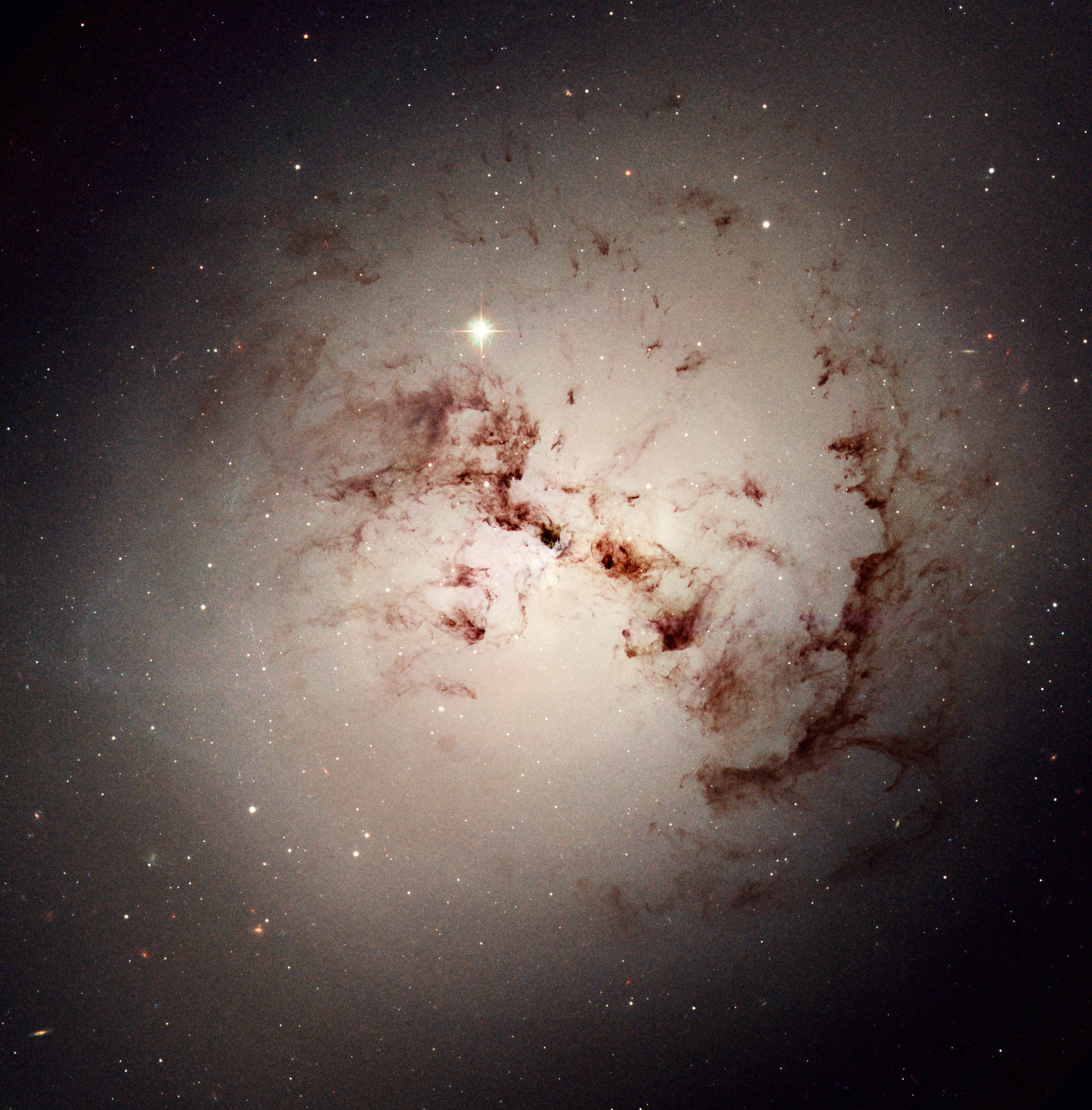
Galaxia elíptica NGC 1316.

En forma de elipse o de esferoide, se caracterizan por carecer de una estructura interna definida y por presentar muy poca materia interestelar. Se consideran las más antiguas del universo, ya que sus estrellas son viejas y se encuentran en una fase muy avanzada de su evolución.

#### Galaxias lenticulares
Las galaxias de este tipo fueron en su momento galaxias espirales, pero consumieron o perdieron gran parte de materia interestelar, por lo que hoy carecen de brazos espirales y solo presenta su núcleo. Aunque a veces existe cierta cantidad de materia interestelar, sobre todo polvo, que se agrupa en forma de disco alrededor de esta. Estas galaxias constituyen alrededor del 3 % de las galaxias del universo.

#### Galaxias espirales
Están constituidas por un núcleo central y dos o más brazos en espiral, que parten del núcleo. Este se halla formado por multitud de estrellas y apenas tiene materia interestelar, mientras que en los brazos abunda la materia interestelar y hay gran cantidad de estrellas jóvenes, que son muy brillantes. Alrededor del 75 % de las galaxias del universo son de este tipo.

#### Galaxia espiral barrada
Es un subtipo de galaxia espiral, caracterizado por la presencia de una barra central de la que típicamente parten dos brazos espirales. Este tipo de galaxias constituyen una fracción importante del total de galaxias espirales. La Vía Láctea es una galaxia espiral barrada.

#### Galaxias irregulares

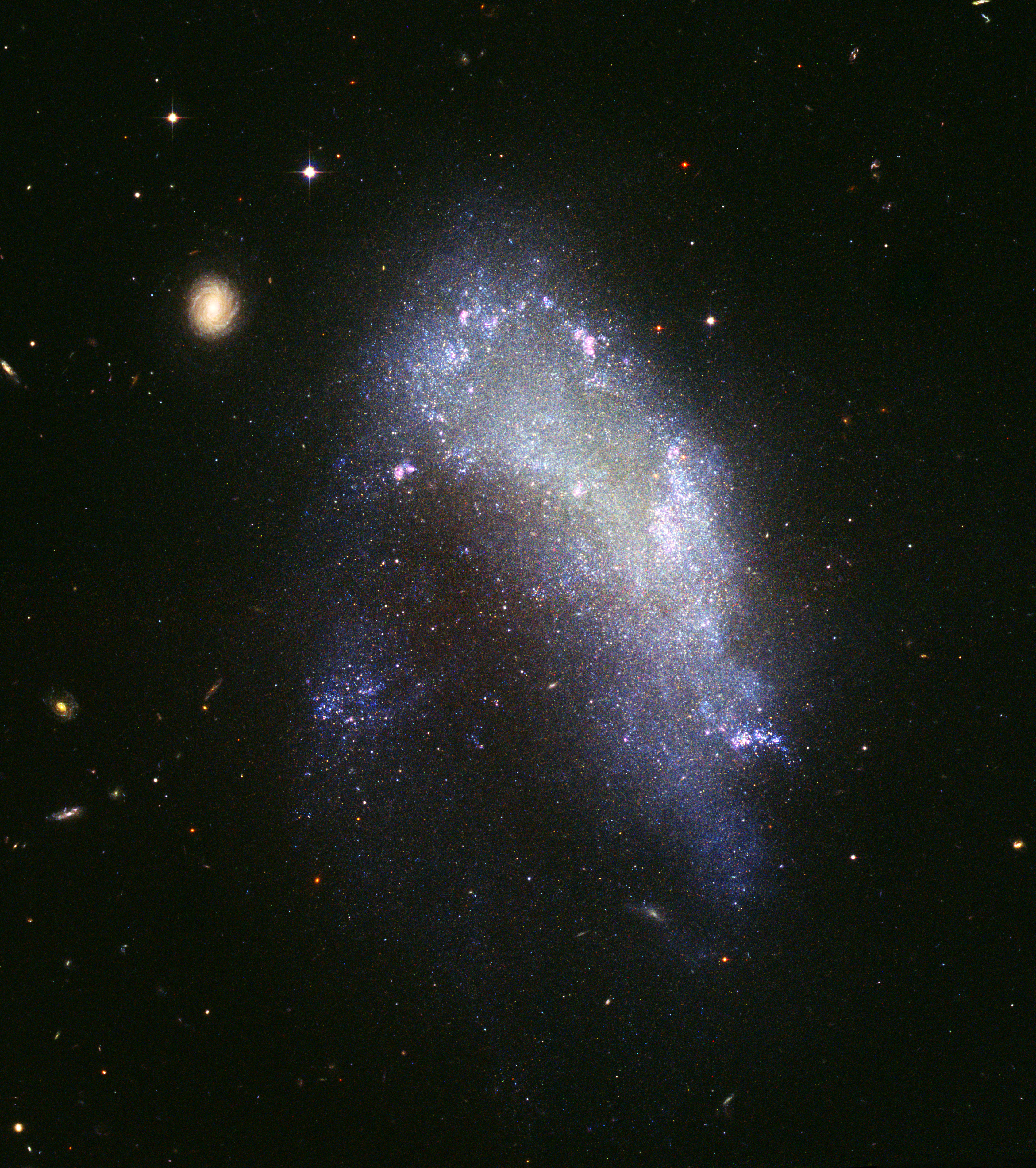
Galaxia irregular NGC 1427.

Incluyen una gran diversidad de galaxias, cuyas configuraciones no responden a las cuatro formas anteriores, aunque tienen en común algunas características, como la de ser casi todas pequeñas y contener un gran porcentaje de materia interestelar. Se calcula que son irregulares alrededor del 5 % de las galaxias del universo.

### La Vía Láctea
La Vía Láctea es nuestra galaxia. Según las observaciones, posee una masa de 1012 masas solares y es de tipo espiral barrada. Con un diámetro medio de unos 100 000 años luz se calcula que contiene unos 200 000 millones de estrellas, entre las cuales se encuentra el Sol. La distancia desde el Sol al centro de la galaxia es de alrededor de 27 700 años luz (8,5 kpc).
A simple vista, se observa como una estela blanquecina de forma elíptica, que se puede distinguir en las noches despejadas. Lo que no se aprecian son sus brazos espirales, en uno de los cuales, el llamado brazo de Orión, está situado nuestro sistema solar, y por tanto la Tierra.
El núcleo central de la galaxia presenta un espesor uniforme en todos sus puntos, salvo en el centro, donde existe un gran abultamiento con un grosor máximo de 16 000 años luz, siendo el grosor medio de unos 6000 años luz.

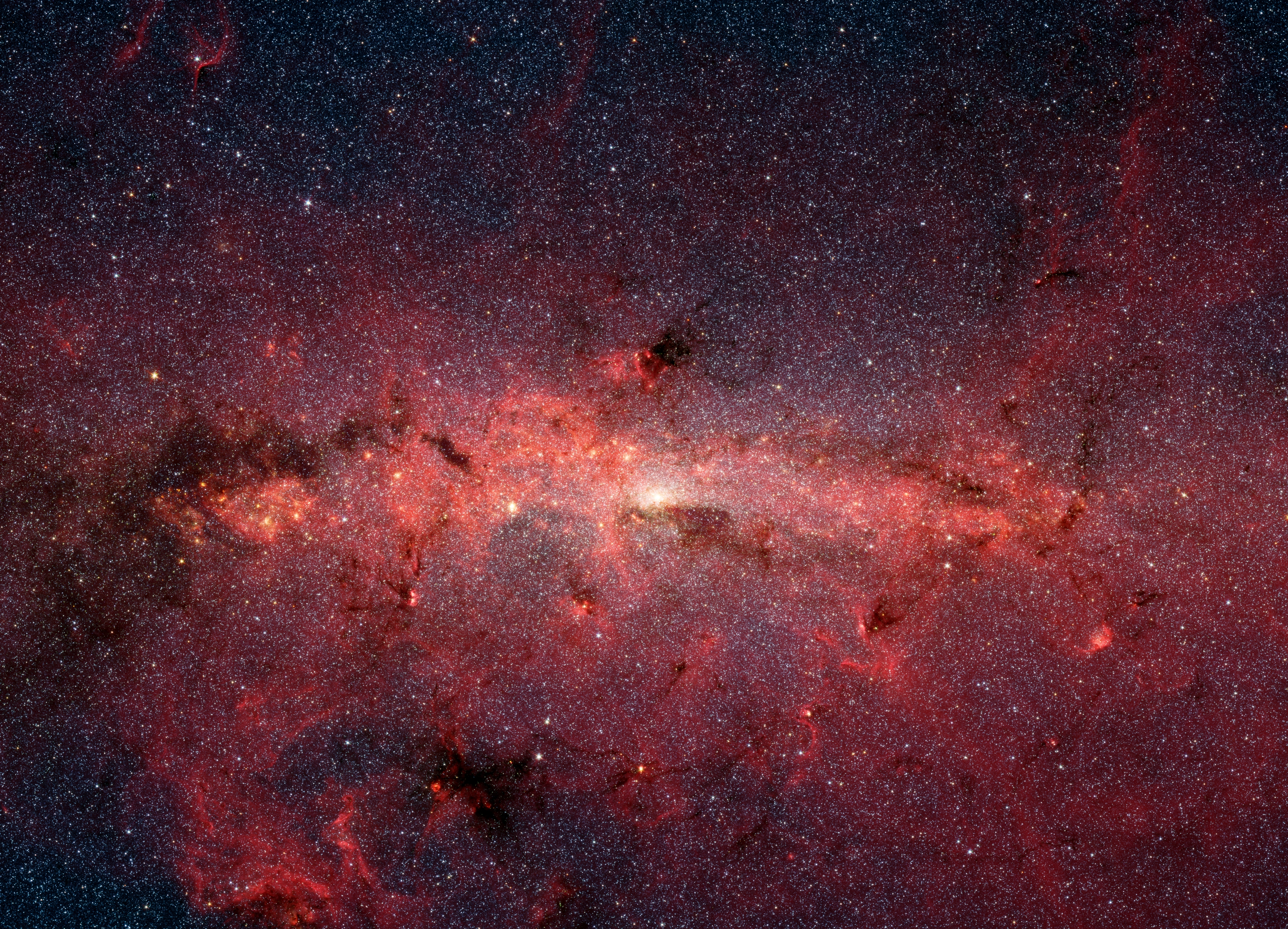
Vía Láctea

Todas las estrellas y la materia interestelar que contiene la Vía Láctea, tanto en el núcleo central como en los brazos, están situadas dentro de un disco de 100 000 años luz de diámetro, que gira sobre su eje a una velocidad lineal superior a los 216 km/s.

### Las constelaciones

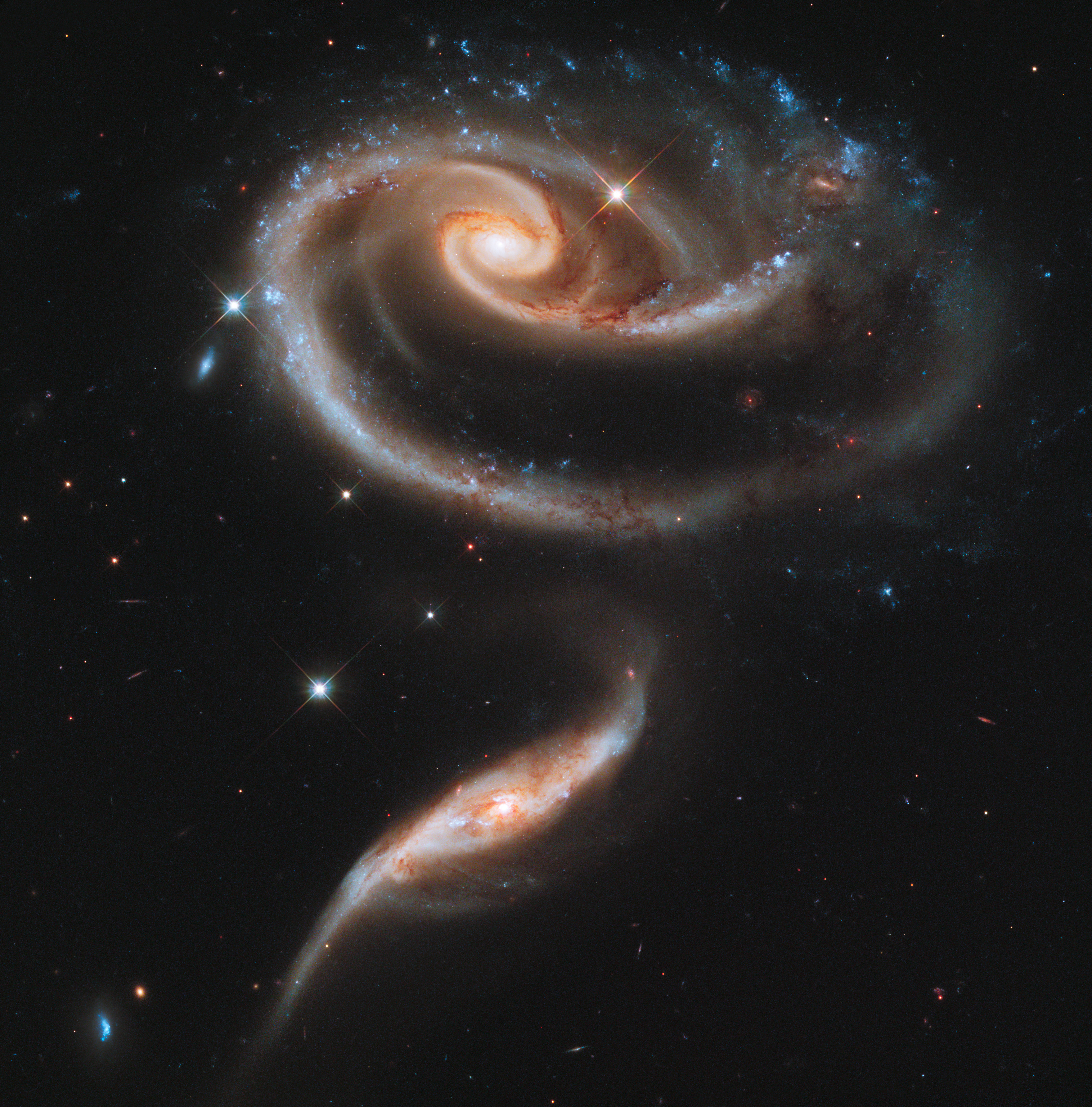
Constelación Andrómeda

Tan solo tres galaxias distintas a la nuestra son visibles a simple vista. Son la Galaxia de Andrómeda, visible desde el hemisferio norte, la Gran Nube de Magallanes y la Pequeña Nube de Magallanes, en el hemisferio sur celeste. El resto de las galaxias no son visibles a ojo desnudo sin ayuda de instrumentos. Sí que lo son, en cambio, las estrellas que forman parte de la Vía Láctea. Estas estrellas dibujan a menudo en el cielo figuras reconocibles, que han recibido diversos nombres en relación con su aspecto. Estos grupos de estrellas de perfil identificable se conocen con el nombre de constelaciones. La Unión Astronómica Internacional agrupó oficialmente las estrellas visibles en 88 constelaciones, algunas de ellas muy extensas, como Hidra o la Osa Mayor, y otras muy pequeñas como Flecha y Triángulo.

### Las estrellas
Son los elementos constitutivos más destacados de las galaxias. Las estrellas son enormes esferas de gas que brillan debido a sus gigantescas reacciones nucleares. Debido a la fuerza gravitatoria, la presión y a la temperatura del interior de una estrella que sea suficientemente intensa, se inicia la fusión nuclear de sus átomos, y comienzan a emitir una luz roja oscura, que después se mueve hacia el estado superior, que es en el que está nuestro Sol, para posteriormente, al modificarse las reacciones nucleares interiores, dilatarse y finalmente enfriarse.

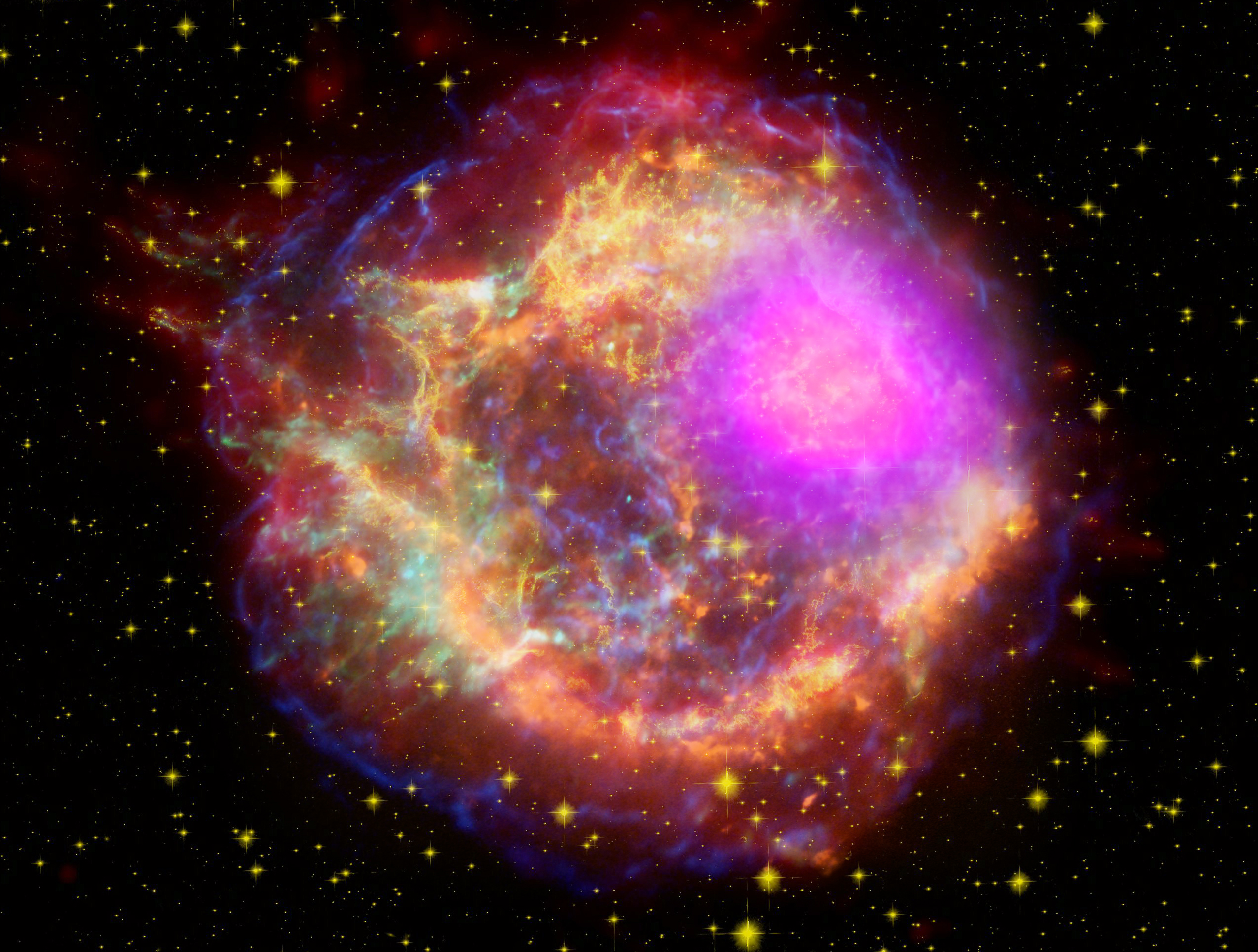
Remanente de una supernova

Al acabarse el hidrógeno, se originan reacciones nucleares de elementos más pesados, más energéticas, que convierten a la estrella en una gigante roja. Con el tiempo, esta se vuelve inestable, a la vez que lanza hacia el espacio exterior la mayor parte del material estelar. Este proceso puede durar 100 millones de años, hasta que se agota toda la energía nuclear, y la estrella se contrae por efecto de la gravedad hasta hacerse pequeña y densa, en la forma de enana blanca, azul o marrón. Si la estrella inicial es varias veces más masiva que el Sol, su ciclo puede ser diferente, y en lugar de una gigante, puede convertirse en una supergigante y acabar su vida con una explosión denominada supernova. Estas estrellas pueden acabar como estrellas de neutrones. Tamaños aún mayores de estrellas pueden consumir todo su combustible muy rápidamente, transformándose en una entidad supermasiva llamada agujero negro.

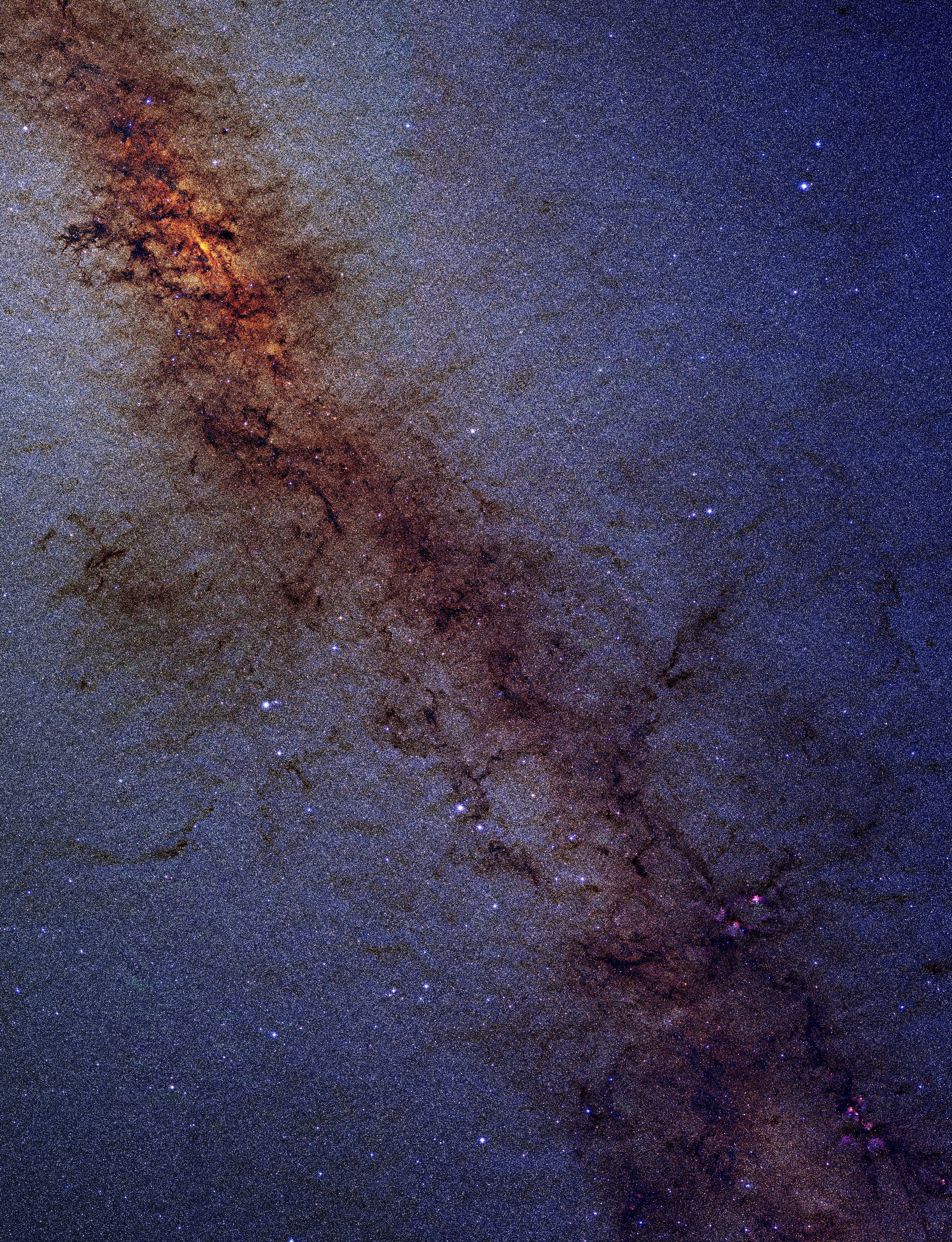
El centro galáctico visto por los telescopios 2MASS.

Los púlsares son fuentes de ondas de radio que emiten a periodos regulares. La palabra «púlsar» significa pulsating radio source ("fuente de radio pulsante"). Se detectan mediante radiotelescopios y se requieren relojes de extraordinaria precisión para detectar sus cambios de ritmo. Los estudios indican que un púlsar es una estrella de neutrones pequeña que gira a gran velocidad. El más conocido está en la Nebulosa del Cangrejo. Su densidad es tan grande que una muestra de cuásar del tamaño de una bola de bolígrafo tendría una masa de cerca de 100 000 toneladas. Su campo magnético, muy intenso, se concentra en un espacio reducido. Esto lo acelera y lo hace emitir gran cantidad de energía en haces de radiación que aquí recibimos como ondas de radio.
La palabra «cuásar» es un acrónimo de quasi stellar radio source ("fuentes de radio casi estelares"). Se identificaron en la década de 1950. Más tarde se vio que mostraban un desplazamiento al rojo más grande que cualquier otro objeto conocido. La causa era el Efecto Doppler, que mueve el espectro hacia el rojo cuando los objetos se alejan. El primer cuásar estudiado, denominado 3C 273, está a 1500 millones de años luz de la Tierra. A partir de 1980 se han identificado miles de cuásares, algunos alejándose de nosotros a velocidades del 90 % de la velocidad de la luz.
Se han descubierto cuásares a 12 000 millones de años luz de la Tierra; prácticamente la edad del universo. A pesar de las enormes distancias, la energía que llega en algunos casos es muy grande, equivalente a la recibida desde miles de galaxias; por ejemplo, el s50014+81 es unas 60 000 veces más brillante que toda la Vía Láctea.

### Los planetas
Los planetas son cuerpos que giran en torno a una estrella y que, según la definición de la Unión Astronómica Internacional, deben cumplir además la condición de haber limpiado su órbita de otros cuerpos rocosos importantes, y de tener suficiente masa como para que su fuerza de gravedad genere un cuerpo esférico. En el caso de cuerpos que orbitan alrededor de una estrella que no cumplan estas características, se habla de planetas enanos, planetesimales, o asteroides. En nuestro Sistema Solar hay 8 planetas: Mercurio, Venus, Tierra, Marte, Júpiter, Saturno, Urano y Neptuno, considerándose desde 2006 a Plutón como un planeta enano. A finales de 2009, fuera de nuestro Sistema Solar se habían detectado más de 400 planetas extrasolares, pero los avances tecnológicos están permitiendo que este número crezca a buen ritmo.

### Los satélites
Los satélites naturales son astros que giran alrededor de los planetas. El único satélite natural de la Tierra es la Luna, que es también el satélite más cercano al Sol. A continuación se enumeran los principales satélites de los planetas del sistema solar (se incluye en el listado a Plutón, considerado por la UAI como un planeta enano).
- Tierra: 1 satélite → Luna
- Marte: 2 satélites → Fobos, Deimos
- Júpiter: 92 satélites → Metis, Adrastea, Amaltea, Tebe, Ío, Europa, Ganimedes, Calisto, Leda, Himalia, Lisitea, Elara, Ananké, Carmé, Pasífae, Sinope...
- Saturno: 83 satélites → Pan, Atlas, Prometeo, Pandora, Epimeteo, Jano, Mimas, Encélado, Tetis, Telesto, Calipso, Dione, Helena, Rea, Titán, Hiperión, Jápeto, Febe...
- Urano: 27 satélites → Cordelia, Ofelia, Bianca, Crésida, Desdémona, Julieta, Porcia, Rosalinda, Belinda, Puck, Miranda, Ariel, Umbriel, Titania, Oberón.
- Neptuno: 14 satélites → Náyade, Talasa, Despina, Galatea, Larisa, Proteo, Tritón, Nereida
- Plutón: 5 satélites → Caronte, Nix, Hidra, Cerbero y Estigia

### Asteroides y cometas

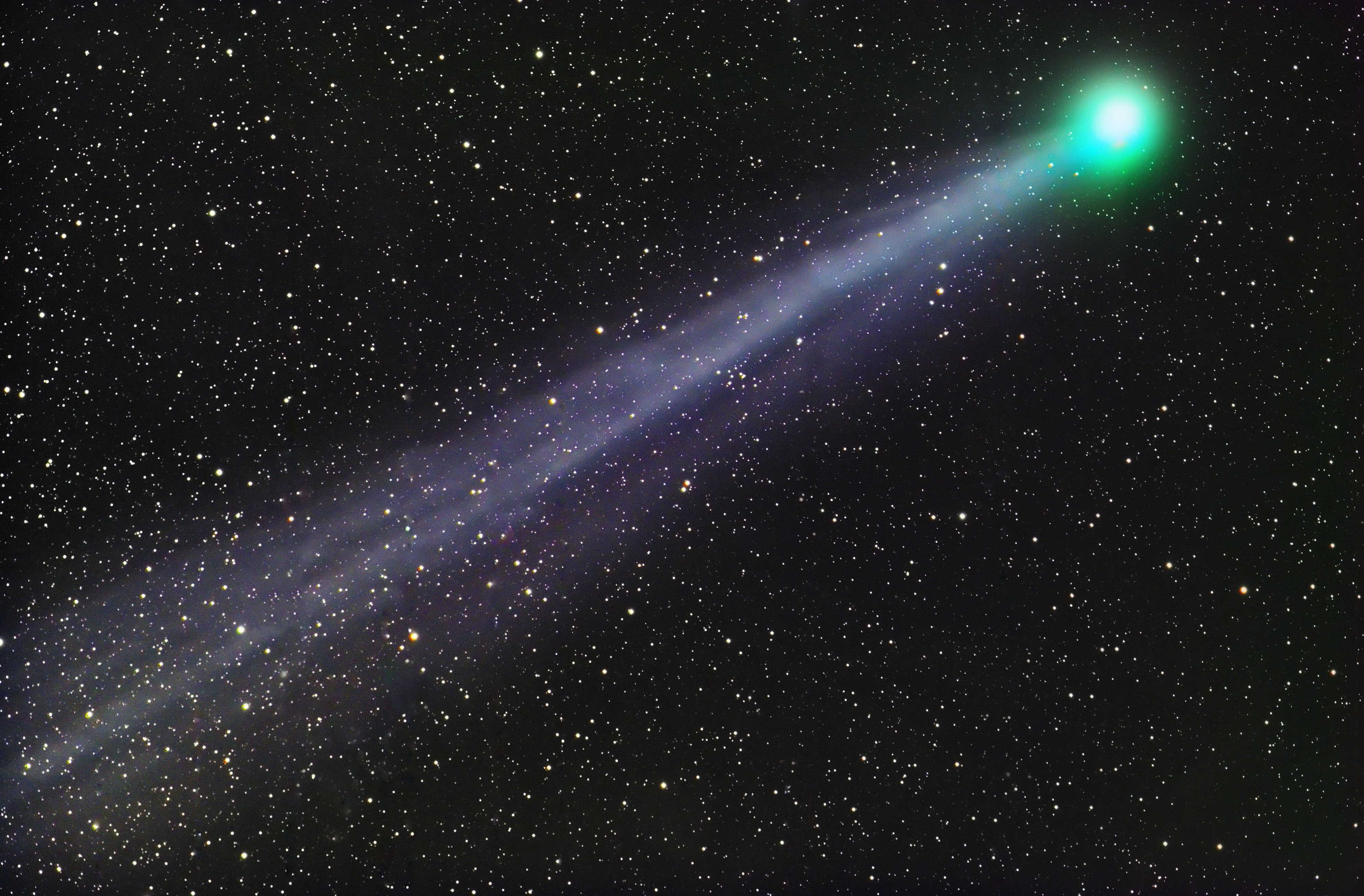
C/2014 Q2 (Lovejoy)

En aquellas zonas de la órbita de una estrella en las que, por diversos motivos, no se ha producido la agrupación de la materia inicial en un único cuerpo dominante o planeta, aparecen los discos de asteroides: objetos rocosos de muy diversos tamaños que orbitan en grandes cantidades en torno a la estrella, chocando eventualmente entre sí. Cuando las rocas tienen diámetros inferiores a 50 m se denominan meteoroides. A consecuencia de las colisiones, algunos asteroides pueden variar sus órbitas, adoptando trayectorias muy excéntricas que periódicamente les acercan la estrella. Cuando la composición de estas rocas es rica en agua u otros elementos volátiles, el acercamiento a la estrella y su consecuente aumento de temperatura origina que parte de su masa se evapore y sea arrastrada por el viento solar, creando una larga cola de material brillante a medida que la roca se acerca a la estrella. Estos objetos se denominan cometas. En nuestro sistema solar hay dos grandes discos de asteroides: uno situado entre las órbitas de Marte y Júpiter, denominado el Cinturón de asteroides, y otro mucho más tenue y disperso en los límites del Sistema Solar, a aproximadamente un año luz de distancia, denominado Nube de Oort.

## Indicios de un comienzo
La teoría general de la relatividad, publicada por Albert Einstein en 1916, implicaba que el cosmos se hallaba en expansión o en contracción. Pero este concepto era totalmente opuesto a la noción de un universo estático, aceptada entonces hasta por el propio Einstein. De ahí que este incluyera en sus cálculos lo que denominó “constante cosmológica”, ajuste mediante el cual intentaba conciliar su teoría con la idea aceptada de un universo estático e inmutable.
Sin embargo, ciertos descubrimientos que se sucedieron en los años 1920 llevaron a Einstein a decir que el ajuste que había efectuado a su teoría de la relatividad era «el mayor error de su vida». Dichos descubrimientos se realizaron gracias a la instalación de un enorme telescopio de 254 centímetros en el monte Wilson (California). Las observaciones formuladas en los años 1920 con la ayuda de este instrumento demostraron que el universo se halla en expansión.
Hasta entonces los mayores telescopios solo permitían identificar las estrellas de nuestra galaxia, la Vía Láctea, y aunque se veían borrones luminosos, llamados nebulosas, por lo general se tomaban por remolinos de gas existentes en nuestra galaxia. Gracias a la mayor potencia del telescopio del monte Wilson, Edwin Hubble logró distinguir estrellas en aquellas nebulosas. Finalmente se descubrió que los borrones eran lo mismo que la Vía Láctea: galaxias. Hoy se cree que hay entre 50 000 y 125 000 millones de galaxias, cada una con cientos de miles de millones de estrellas.
A finales de los años 1920 Hubble también descubrió que las galaxias se alejan de nosotros, y que lo hacen más velozmente cuanto más lejos se hallan. Los astrónomos calculan la tasa de recesión de las galaxias mediante el espectrógrafo, instrumento que mide el espectro de la luz procedente de los astros. Para ello dirigen la luz que proviene de estrellas lejanas hacia un prisma que la descompone en los colores que la integran.
La luz de un objeto es rojiza (fenómeno llamado corrimiento al rojo) si este se aleja del observador, y azulada (corrimiento al azul) si se le aproxima. Cabe destacar que, salvo en el caso de algunas galaxias cercanas, todas las galaxias conocidas tienen líneas espectrales desplazadas hacia el rojo. De ahí infieren los científicos que el universo se expande de forma ordenada. La tasa de esta expansión se determina midiendo el grado de desplazamiento al rojo. La conclusión que se ha extraído de la expansión del cosmos se puede ilustrar de la siguiente forma: un científico invitó al público a analizar el proceso a la inversa —como una película de la expansión proyectada en retroceso— a fin de observar la historia primitiva del universo. Visto así, el cosmos parecería estar en recesión o contracción, en vez de en expansión, y retornando finalmente a un único punto de origen.
El físico Stephen Hawking concluyó lo siguiente en su libro Agujeros negros y pequeños universos (y otros ensayos), editado en 1993: «La ciencia podría afirmar que el universo tiene que haber conocido un comienzo».
Pero hace años, muchos expertos rechazaban que el universo hubiese tenido principio. El científico Fred Hoyle no aceptaba que el cosmos hubiera surgido mediante lo que llamó burlonamente "a big bang" («una gran explosión»). Uno de los argumentos que esgrimía era que, de haber existido un comienzo tan dinámico, deberían conservarse residuos de aquel acontecimiento en algún lugar del universo: tendría que haber radiación fósil, por así decirlo; una leve luminiscencia residual.
El diario The New York Times (8 de marzo de 1998) indicó que hacia 1965 «los astrónomos Arno Penzias y Robert Wilson descubrieron la omnipresente radiación de fondo: el destello residual de la explosión primigenia». El artículo añadía: «Todo indicaba que la teoría [de la gran explosión] había triunfado».
Pero en los años posteriores al hallazgo se formuló esta objeción: Si el modelo de la gran explosión era correcto, ¿Por qué no se habían detectado leves irregularidades en la radiación? (La formación de las galaxias habría requerido un universo que contase con zonas más frías y densas que permitieran la fusión de la materia.) En efecto, los experimentos realizados por Penzias y Wilson desde la superficie terrestre no revelaban tales irregularidades.
Por esta razón, la NASA lanzó en noviembre de 1989 el satélite COBE (siglas de Explorador del Fondo Cósmico, en inglés), cuyos descubrimientos se calificaron de cruciales. Las ondas que detectó su radiómetro diferencial de microondas correspondían a las fluctuaciones que dejaron su impronta en el cosmos y que hace miles de millones de años llevaron a la formación de las galaxias.

## Otros términos

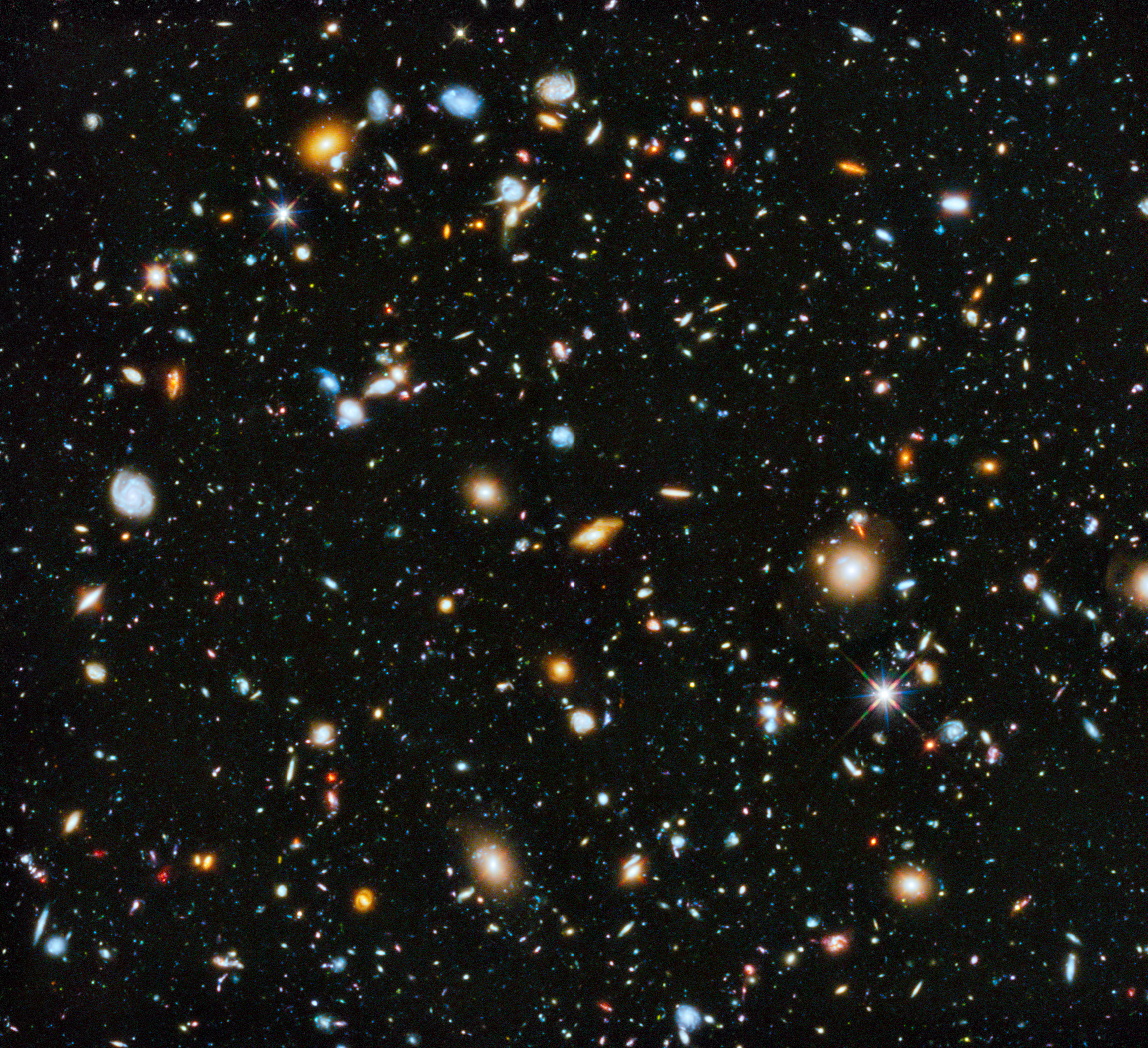
Foto del Cosmos tomada con el telescopio Hubble.

Diferentes palabras se han utilizado a través de la historia para denotar "todo el espacio", incluyendo los equivalentes y las variantes en varios lenguajes de "cielos", "cosmos" y "mundo". El macrocosmos también se ha utilizado para este efecto, aunque está más específicamente definido como un sistema que refleja a gran escala uno, algunos, o todos estos componentes del sistema o partes. Igualmente, un microcosmos es un sistema que refleja a pequeña escala un sistema mucho mayor del que es parte.
Aunque palabras como mundo y sus equivalentes en otros lenguajes casi siempre se refieren al planeta Tierra, antiguamente se referían a cada cosa que existía (se podía ver). En ese sentido la utilizaba, por ejemplo, Nicolás Copérnico. Algunos lenguajes utilizan la palabra "mundo" como parte de la palabra "espacio exterior". Un ejemplo en alemán lo constituye la palabra "Weltraum".